# Naam
Naam ou Nam est un mantra, la syllabe sacrée du sikhisme; l'équivalent du Om de l'hindouisme. Il représente le nom de Dieu, Waheguru. Naam est également utilisé pour le rituel ou pour méditer par le croyant. Le but du sikhisme rejoint le yoga en luttant contre l'ego démoniaque, et, en pratiquant le service désintéressé.

Naam est un son, un mot qui désigne un concept. En fait, Naam est l'expression la plus courte pour désigner toute la nature de Dieu. Ce son est la révélation de dieu tout comme une contemplation pour le croyant. La création, le temps et l'espace sont des aspects de Naam. Naam apporte la libération. Naam est l'ultime réalité.

Guru Arjan, le cinquième gourou fondateur du sikhisme, en parle en ces termes dans les Écritures sacrées:
ਮੀਤ੝ ਸਾਜਨ੝ ਸਖਾ ਪ੝ਰਭ੝ ਝਕ ॥ ਨਾਮ੝ ਸ੝ਆਮੀ ਕਾ ਨਾਨਕ ਟੇਕ ॥੪॥੮੭॥੧੫੬॥ 
soit: Le Dieu unique est mon ami, mon meilleur compagnon. Naam le nom du Seigneur est le support du Guru.

## Source
- Encyclopédie du sikhisme en anglais